# Kamiamakusa

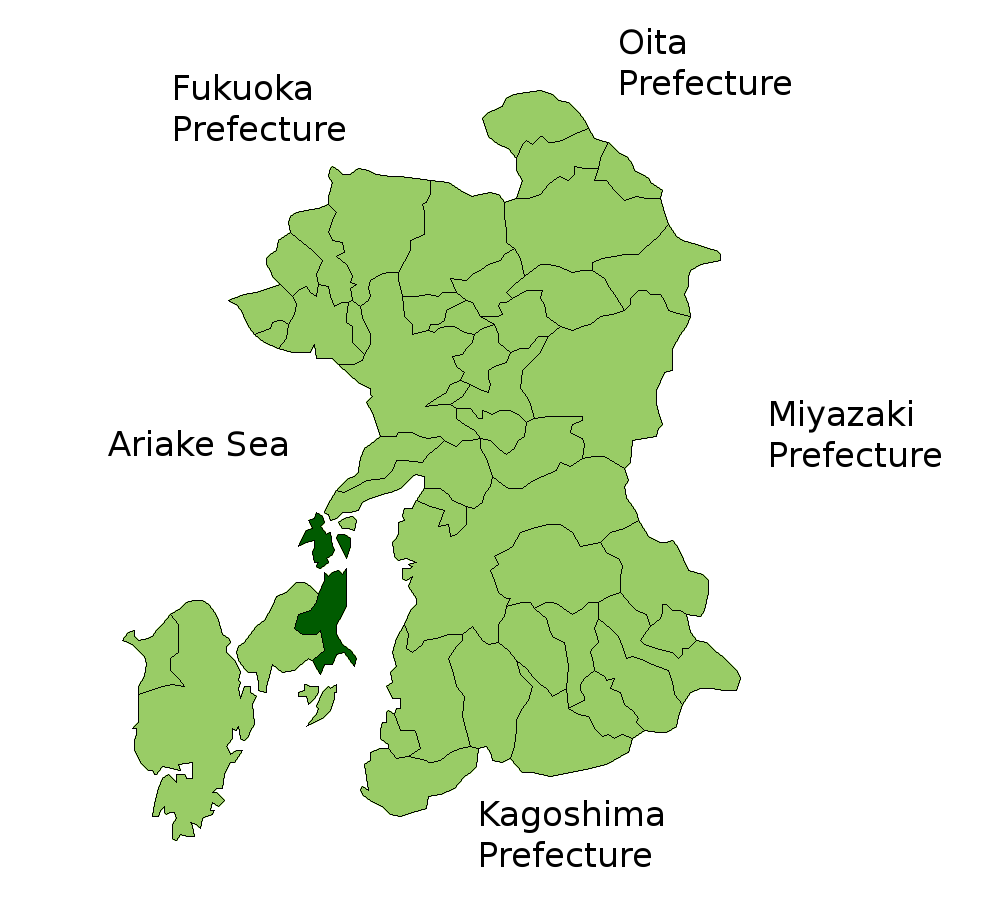

Kamiamakusa (上天草市 Kamiamakusa-shi?) este un municipiu din Japonia, prefectura Kumamoto.